# La Bayadère

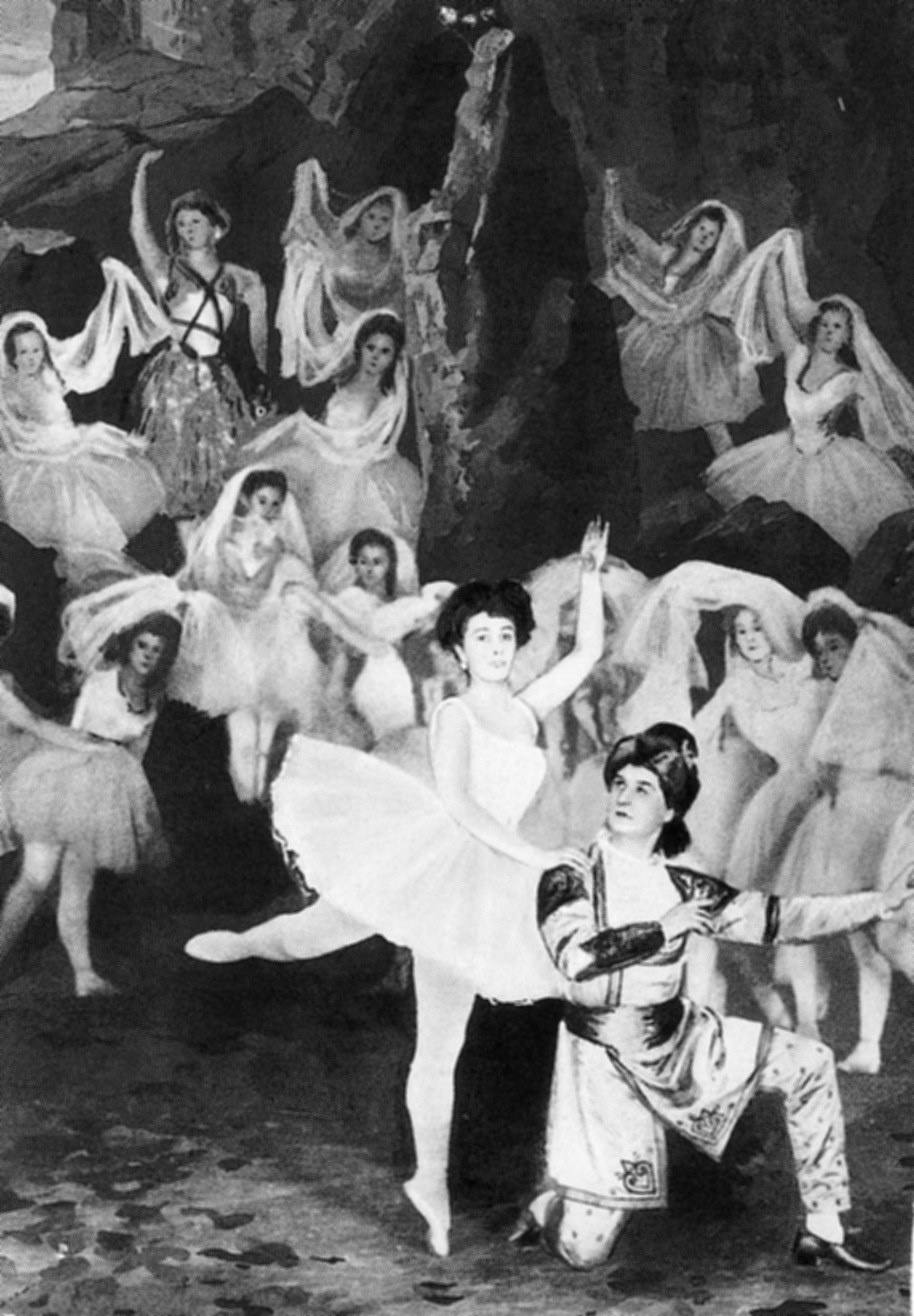
Uitvoering door het Mariinskitheater in 1900, met Mathilde Ksjesinska.

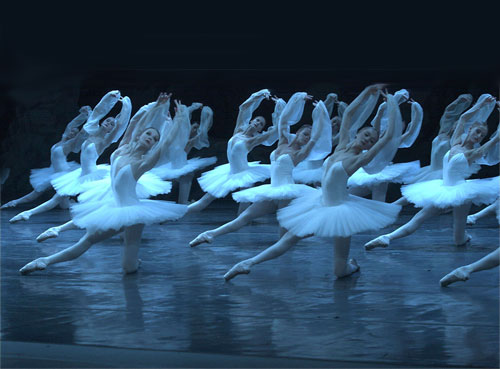
Het "rijk der schimmen", een pasage van ballet blanc (2011)

La Bayadère (De Tempeldanseres) is een klassiek ballet dat op 4 februari 1877 zijn première had. De première werd uitgevoerd door het Keizerlijk Ballet in het Bolsjojtheater in Sint-Petersburg. De oorspronkelijke versie van het stuk is gechoreografeerd door Marius Petipa en hij heeft ditzelfde stuk in 1900 voor het Imperial Ballet nogmaals gedaan. De muziek is van Ludwig Minkus.
Een scène bekend als het "rijk der schimmen" is een ballet blanc. Deze passage is een gevierd van het klassieke ballet. Het wordt vaak gescheiden van het hele stuk en onafhankelijk hiervan gedanst. La Bayadère is door de jaren heen meerdere malen opnieuw gechoreografeerd en bekeken. Er zijn vandaag de dag eigenlijk nog twee basisversies in omloop van La Bayadère. Dit is de versie uit 1941 door Vakthang Chabukiani en Vladimir Ponomarjov en de complete versie van Natalia Makarova uit 1980. De laatste versie is toentertijd gemaakt voor het Amerikaanse Ballet Theater en is ook gebaseerd op de versie van Chabukiani en Ponomarjov. 

## Verhaal

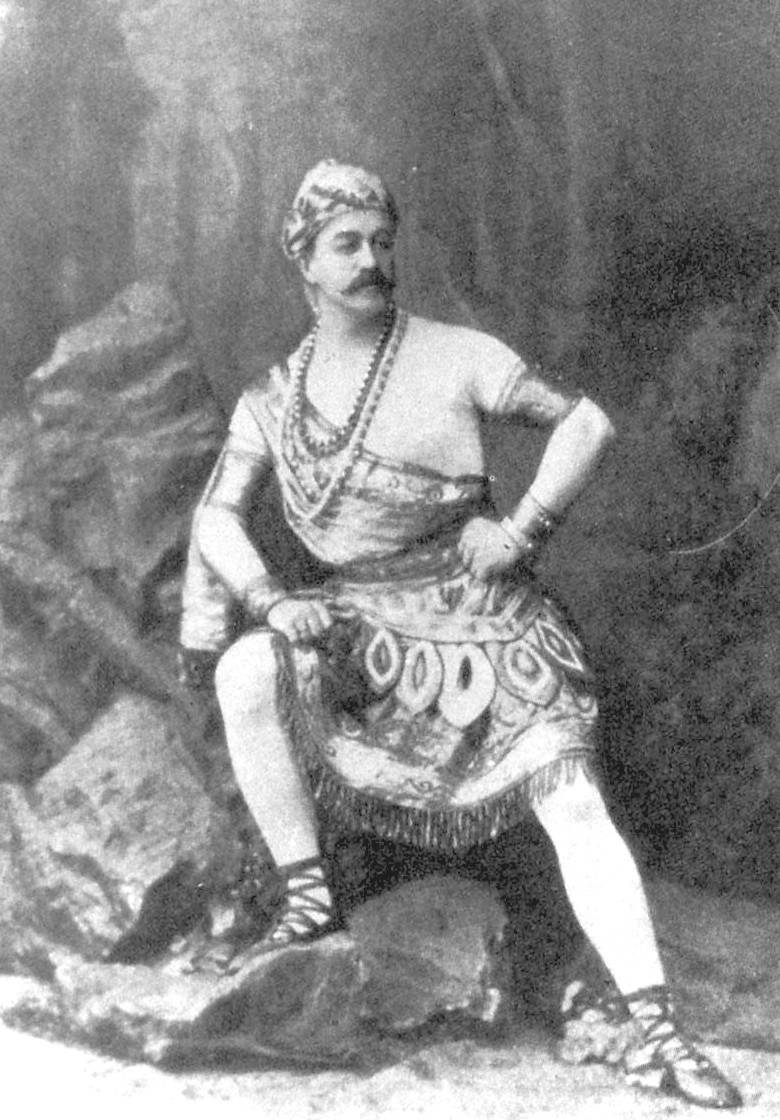
Lev Ivanov als krijger Solor (1877).

La Bayadère speelt zich af in India waar het verhaal van de tempeldanseres Nikaja en de krijger Solor wordt verteld. De twee hebben elkaar eeuwige liefde en trouw beloofd. De Hoge Brahmaan is ook verliefd op Nikaya en komt achter de relatie tussen de krijger en La Bayadère. Bovendien heeft de Radja Solor gekozen als verloofde voor zijn dochter Gamzatti. Nikaya weet niets over deze regeling en stemt erin toe om op het verlovingsfeest te dansen.
De jaloerse hoge Brahmaan vertelt de Radja over de belofte van Solor aan Nikaja in een poging om Solor dood te krijgen en de tempeldanseres voor zichzelf op te eisen. Maar het plan van de Brahmaan mislukt, want in plaats van boos te worden op Solor, besluit de Radja dat het Nikaya is die dood moet. Gamzatti, die het gesprek heeft afgeluisterd, sommeert Nikaya naar het paleis te komen in een poging om haar over te halen Solor op te geven. Als hun rivaliteit oploopt, grijpt Nikaya in een opwelling een dolk en probeert Gamzatti te vermoorden om maar net op tijd gestopt te worden door het dienstmeisje van Gamzatti. Nikaya vlucht dan door de gedachte aan wat ze bijna had gedaan. Nu wil ook de dochter van de Radja de tempeldanseres dood hebben.
Op het verlovingsfeest danst Nikaja een sombere dans, terwijl ze haar veena bespeelt. Een veena is een snaarinstrument. Ze krijgt dan een mand vol met bloemen, waarvan zij gelooft dat die van Solor afkomstig is. Dan volgt een waanzinnige en vreugdevolle dans. Ze weet niet dat de mand eigenlijk van de Radja en Gamzatti is, die onder de bloemen een giftige slang verstopt hebben. Op het moment dat La Bayadère de mand te dicht bij zich houdt, slaat de slang toe en bijt haar in haar nek. De Hoge Brahmaan biedt haar een tegengif aan, maar ze verkiest de dood boven een leven zonder Solor.
In de volgende scène wordt een depressieve Solor getoond die opium gebruikt. In zijn hallucinaties heeft hij een visioen van Nikaja's schaduw (of ziel) in het Rijk der schimmen. Als hij wakker wordt, zijn de voorbereidingen voor zijn huwelijk met Gamzatti al in volle gang.
Tijdens het huwelijk, dat in de tempel wordt gehouden, achtervolgt de schaduw van Nikaja Solor als hij danst met Gamzatti. Wanneer de Hoge Brahmaan de handen van hem en Gamzatti verenigt in het huwelijk nemen de goden wraak op de moord van de tempeldanseres. Dit doen ze door de tempel te vernietigen, samen met alle mensen die op dat moment aanwezig zijn. De zielen van Nikaya en Solor worden in het rijk der schimmen voor eeuwig verbonden.

## Personages
Als personages zijn er de spil van het verhaal Nikaja, de tempeldanseres, dan Solor, die het belangrijkste mannelijke personage is. De Radja en zijn dochter Gamzatti (die in het eerste stuk Hamzatti genoemd werd) zorgen samen met de Hoge Brahmaan voor de spanning en strijd in het toneelstuk. Er komt ook veel jaloezie in het stuk voor.

## Symboliek
Als Nikaja danst op het verlovingsfeest is deze dans somber en je kan zeggen dat ze verdrietig is. Dit is te zien aan bewegingen zoals een arm over het hoofd en dan een hand op het voorhoofd. Dan raapt ze zichzelf bij elkaar en toont ze haar respect door een diepe buiging te maken naar het paar.
Ook is er een punt dat Nikaja als ze de bloemen heeft gekregen, waarvan zij denkt dat ze van Solor zijn; ze kijkt er liefdevol naar, houdt ze vaak boven haar hoofd en kijkt er daardoor naar op. Ook rent ze langs de toeschouwers die er staan en kijkt ze trots, op een manier die doet denken aan: kijk wat ik heb gekregen. 

## Problemen
La Bayadère is een typisch balletstuk voor de periode waarin ze voor het eerste werd uitgevoerd. Extravagantie doorkliefd met een melodramatische verhaallijn die plaatsvindt in een exotisch land.
Petipa heeft bijna zes maanden aan La Bayadère gewerkt terwijl hij met lastige werkomstandigheden moest omgaan. De directeur van het Keizerlijk Ballet had niet zo veel op met ballet en legde zo veel mogelijk besparingen op. Omdat de opera in die tijd veel vaker bezocht werd dan het ballet kostte het theater geld als het werd gebruikt om te repeteren. Om die reden kreeg Petipa twee dagen in de week om te repeteren, terwijl de opera er zes of soms zelf zeven had. Het is ook om die reden dat Petipa maar een keer kon repeteren met de kleding, wat de enige keer was voor de première dat alle dansen compleet met decor en kleding achter elkaar werd gespeeld. Tijdens deze repetitie raakten Petipa en de ballerina Vazem in de clinch over hoe de ballerina moest binnenkomen tijdens het slot van het stuk.
Hij ondervond ook meerdere problemen met de decorbouwers. Boven op dat alles kreeg Petipa ook nog andere zorgen over het klassieke stuk. De directeur had de prijs van de entreekaarten verhoogd, waardoor die nu hoger waren dan die van de opera, die toentertijd al erg duur was. Petipa was dus bang dat hij zijn stuk aan een lege zaal zou moeten laten zien. Ondanks dat alles is La Bayadère succesvol in première gegaan, met een volle zaal. De critici en de mensen uit de balletwereld waren het unaniem met elkaar eens, La Bayadère was een prachtstuk. De ballerina Vazem die Nikija in het stuk vertolkt, kreeg een robijnen broche die met diamanten was bezaaid.